# Бришево (Приједор)
Бришево је насељено мјесто у граду Приједор, Република Српска, БиХ. Према попису становништва из 1991. у насељу је живјело 405 становника.

## Историја
Током 24. и 25. јула 1992. године, у овом селу је почињен злочин над цивилним становништвом. Страдало је 67 лица хрватске националности.

## Становништво
| Националност       | 1991.        |
| Хрвати             | 370 (88,73%) |
| Југословени        | 16 (3,95%)   |
| Срби               | 7 (1,73%)    |
| Муслимани          | 1 (0,25%)    |
| остали и непознато | 11 (2,72%)   |
| Укупно             | 405          |

| Демографија | Демографија | Демографија |
| Година      | Становника  | Становника  |
| ----------- | ----------- | ----------- |
| 1948.       | 608         |             |
| 1953.       | 659         |             |
| 1961.       | 695         |             |
| 1971.       | 701         |             |
| 1981.       | 537         |             |
| 1991.       | 404         |             |